# Powiat Geza
Powiat Geza (jap. 下座郡 Geza-gun) – dawny powiat w Japonii, w prefekturze Fukuoka.

## Historia

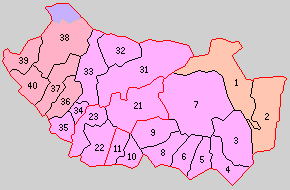
Powiat Geza (21–23 – 1889 r.)

W pierwszym roku okresu Meiji na terenie powiatu znajdowały się 43 wioski.
Powiat został założony 1 listopada 1878 roku. 1 kwietnia 1889 roku powiat został podzielony na 3 wioski: Minaki (三奈木村), 蜷城村 i Fukuda (福田村). Tego samego roku w wyniku wydzielenia się części wsi 蜷城村 powstała wioska Kanagawa, a w wyniku połączenia części wiosek 蜷城村 i Fukuda powstała wioska Tateishi. (5 wiosek)
1 kwietnia 1896 roku powiat Geza został włączony w teren nowo powstałego powiatu Asakura. W wyniku tego połączenia powiat został rozwiązany.